# معماری بیزانسی
معماری روم شرقی یا بیزانس به معماری‌ای گفته می‌شود که از سال ۳۳۰ تا 1453میلادی در محدوده امپراتوری روم شرقی ساخته شده‌اند گفته می‌شود.
بناهای دوره بیزانس به علت وجود ملت‌های مختلف که تابع امپراتوری روم شرقی بودند و طولانی بودن دوران حاکمیت بیزانس، از تنوع و تعدد فراوانی برخوردارند و بناها به نسبت امکانات محلی دارای مصالحی متفاوت می‌باشند. به عنوان مثال در شمال غربی ایتالیا از آجر در شهرهای ساحلی روی زمین‌های صخره‌ای، در سوریه و فلسطین و ترکیه از سنگ بیشتر استفاده شد.
بیزانس شامل دو بخش عمده می‌باشد:
1. بیزانس پیشین
2. بیزانس پسین

## تاریخچه
پس از آنکه امپراتوری وسیع روم به روم شرقی و غربی تقسیم شد «کنستانتین» شهر باستانی بیزانس (مقر روم شرقی) را بازسازی کرد و آن را «کنستانتینوپل» (قسطنطنیه) نام گذارد؛ که استانبول امروزی می‌باشد. این شهر بندری اهمیت تجاری خاصی داشت و از تمدن چشم‌گیری برخوردار بود و با تمدن‌های روم، یونان، بابل، ایران و ... در شرق و غرب در ارتباط بود و ماحصل آن تأثیر بیزانسی از هنر و معماری مشرق زمین است.
هنر معماری در بیزانس تا قرن ۶ میلادی تحت تأثیر مسیحیت آغازین بود ولی با آغاز حکومت «ژوستی نیانوس» در قرن ۶ میلادی عظمتی شاهانه یافت او در هنر پروری همتای کنستانتین بود و آثاری را که وی مورد حمایت و تشویق قرار داد، همه شکوه و عظمتی شاهانه داشتند تا جایی که دوران فرمانروایی او را به حق نخستین عصر طلایی هنر امپراتوری روم شرقی نام‌گذاری کرده‌اند. باید به این نکته اشاره نمود که بهترین گنجینه یادگاری «نخستین عصر طلایی» اکنون در خاک ایتالیا که در شهر راونا کشف شده.
شهر «راونا» که در اصل پایگاه نیروی دریایی در ساحل دریای آدریاتیک بود از سال ۴۰۲ میلادی پایتخت روم غربی، و پس از آن در پایان همان قرن مقر فرمانروایی ئتئدئریک پادشاه استرو گوتها شد، که همه چیز را به سبک و سیاق هنری کنستانتیوپل می‌پسندید، و به همین علت در زمان ژوستی نیانوس شهر رونا به صورت پایگاه عمده‌ای برای گسترش و نفوذ سلطه بیزانس بر ایتالیا تبدیل گردید.
در اوایل قرن ۶ میلادی کلیسای «سان ویتا له» با پلان ۸ ضلعی، گنبدی روی آن و پنجره‌های وسیع روی بنا ساخته شد و خصوصیات معماری بیزانسی را در روم غربی دارا بود. از زمان «ژوستی نین» کلیساهای گنبد دار با نقشهٔ مرکزی رواج یا فت.

## کلیسا

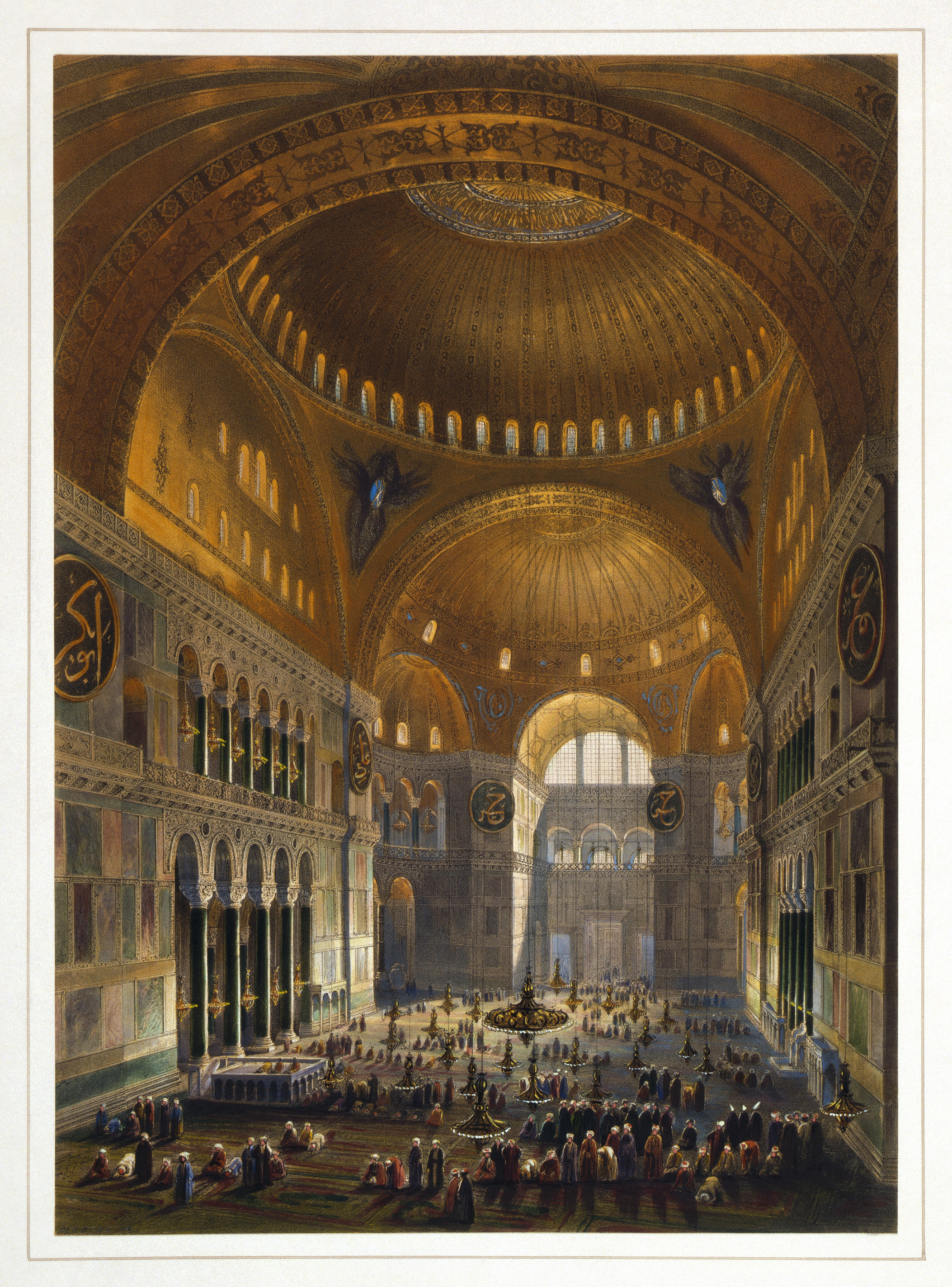
هاگیا صوفیا نام اثری است از گاسپاره فوساتی که در سال ۱۸۵۲ میلادی از مشاهده‌اش از وضعیت هاگیا صوفیا. این مکان با معماری بیزانس به مدت تقریباً هزار سال کلیسای متعلق به کلیسای ارتدوکس شرقی بود، اما پس از فتح استانبول توسط محمد دوم عثمانی، کلیسا به مسجد تغییر کاربری داده‌شد.

مهمترین دستاورد و جلوه روح هنر مسیحی عمدتاً خود را در معماری به عرصه ظهور رساند. بنای کلیسا محصول تفکرات دین مسیحی بود. امپراتوران رومی مبالغ کلانی را صرف برنامه ساخت بنای کلیساها نمودند و در سرتاسر امپراطوری کلیساهای جدید با تزئینات با شکوه بر آوردند. کلیسا به گنجینه شکوهمندی تبدیل شده بود که احساس احترام توأم با هیبت را بر می‌انگیخت و الهام بخش پرستش و نیایش بود.
کلیساهای بیزانس تا پیش از دوره بیزانس پسین به ۳ گروه عمده تقسیم شده است:
الف) کلیساهایی با پلان باسیلیکایی (پلان محوری).
ب) کلیساهایی بر اساس پلان مرکزی.
ج) کلیساهایی بر اساس ترکیب دو پلان محوری و مرکزی.

## پلان باسیلیکایی

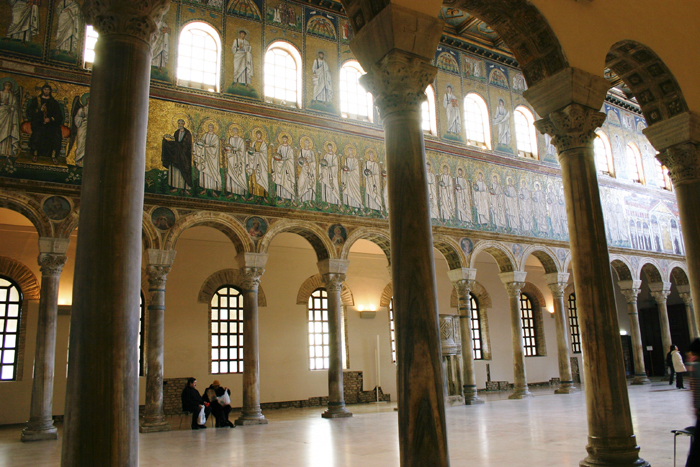
باسیلیکای سن آپولینر در ایتالیا

پلان باسیلیکایی که شباهتی زیاد به باسیلیکای رومی دارد. باسیلیکا نوعاً تالاری طویل با سقف چوبی بود که ورودی بنای آن در یکی از اضلاع بلند آن قرار می‌گرفت و در انتهای آن دو شاه‌نشین به صورت قرینه ساخته می‌شدند.
محور طولی که مدخل ورودی را به محراب کلیسا متصل می‌کند با یک یا دو ردیف دالان سر پوشیدهٔ فرعی فرا گرفته شده‌ است و معمولاً قسمت فوقانی همین محور به اتاق‌ها و دهلیزهایی منتهی می‌گردد. تفاوت اصلی این پلان با «باسیلیکا» وجود محور عرضی ثانوی است که عمود بر محور طولی می‌باشد.

## پلان مرکزی
پلان مرکزی از پلان‌های بارز و مشخص بیزانس می‌باشد که تأکید بر نقطه مرکزی دارد، اگرچه منشاء آن را می‌توان در روم دید، لیک این سبک در این دوره به مرحله تکامل رسیده‌ است. محراب به عنوان قطب نما با تمام شکوه و زیبایی، روی به فضایی مرکزی دارد و مومنان را در مقابل خود می ایستاند از نمونه بارز این کلیساها: کلیسای «سان ویتاله» در راونا، «سن گویگوری» و «سانتا سر جیوس» و «باکوس» در استانبول.

## بناهایی با پلان ترکیبی محوری و مرکزی

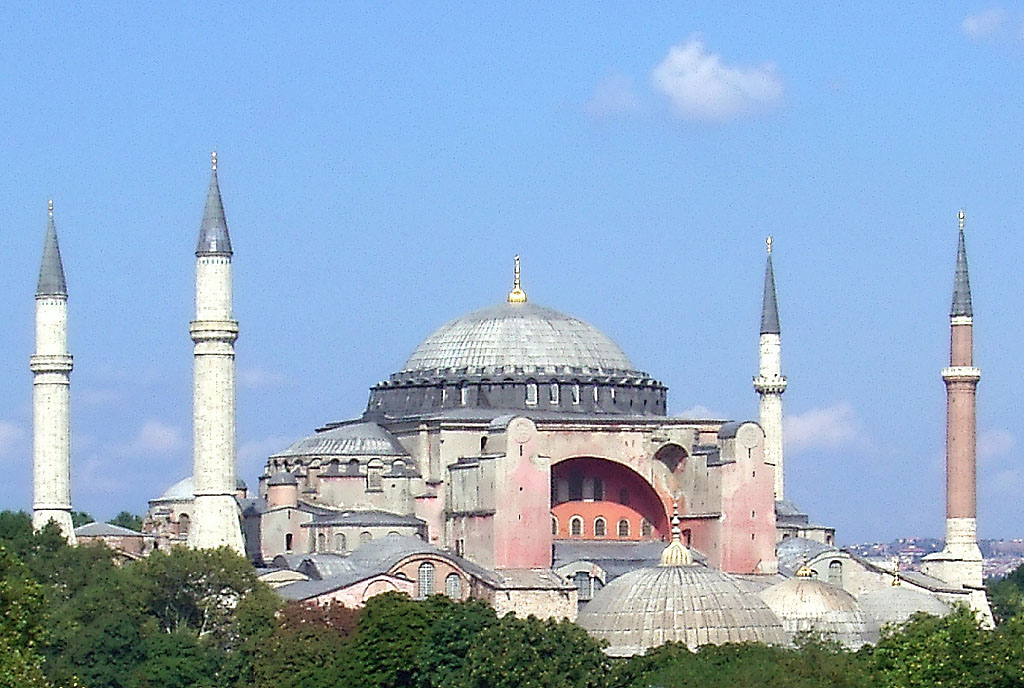
کلیسای ایاصوفیه

بناهای مذهبی که می‌توان آن‌ها را جزو این گروه قرار داد عموماً ویژگی‌های نخستین خود را از دست داده‌اند. این طرح نشان بر وجود کارآیی دو محور اصلی عمود بر یکدیگر (یکی طولی و تعیین‌کننده و دیگری عرضی و فرعی) نیست، این گروه ترکیبی از دو پلان محوری و مرکزی است. از جمله کلیسای معروف با این سبک «ایا صوفیه» در شهر «استانبول» می‌باشد که در حقیقت یکی از شاهکارهای معماری بیزانس است.
کلیسای ایاصوفیه با سبک ترکیبی پلان محوری و مرکزی در زمان فرمانروایی ژوستی نین در استانبول بین سال‌های ۵۳۷-۵۳۲ میلادی یعنی نیمه اول قرن ششم بنا گردید. کلیسای اولیه در شورش سال ۵۳۲ که نیمی از ساختمان‌های شهر قسطنطنیه نیز نابود گردید، ویران شد. بلافاصله یوستینیانوس به معماران دستور داد که آن را با طرحی با شکوه‌تر دوباره بر پا سازند. این کلیسا با سرعتی فوق‌العاده در عرض پنج سال ساخته شد. نام دیگر آن «هاگیا صوفیا» یا «حکمت مقدس» می‌باشد. معماران برجسته آن «آنتیموس ترالسی» و «اسیدروس میلو توسی» می‌باشند.
ابعاد آن ۹۱ × ۷۲ مترمربع و قطر گنبدش ۳۱ متر و ارتفاع آن از سطح زمین ۵۶ متر می‌باشد. پس از پیروزی‌های عثمانی در نیمه قرن ۵ میلادی چهار مناره رفیع و پشت بند عظیم به آن اضافه شد و آن را تبدیل به مساجد گرداند که در قرن ۲۰میلادی تبدیل به موزه گردید. دو طرف گنبد دارای دو نیم گنبد است که فضای مربعی زیر صحن را به حالت بیضی در آورده است.
گنبد روی چهارتاق قوس متصل به چهار جرز در ۴ گوشه مربع مرکزی متصل شده و بار سقف را به زمین منتقل می‌کند و دیوارهای زیر تاقها حمال بار و وزن بنا نمی‌باشند. چهل پنجره زیر گنبد، نوری فراوان و زیبا به داخل فضا بخشیده است. از آنجا که مردم در دوران بیزانس توجهی چندان به کاخ‌ها نداشتند بیشتر آثار معماری این دوره را کلیساها و بناهای مذهبی تشکیل داده‌اند.

## معماری دوران بیزانس پسین
از اواخر قرن دهم تا سده دوازدهم با حمایت شاهان مقدونی پدیده «دومین عصر طلایی» بیزانس رخ داد و فرهنگ بیزانسی بار دیگر با هنر هلنی مواجه گردید و با هنر «عصر طلایی اول» توأمان گردید.
ساختمان‌های این دوره به شکل مکعب گنبد دار، کوچک، عمودی و چهار دهانه‌اند و سطوح دیوارهای بیرونی با نقش برجسته تزیین شده‌است مانند «کلیسای تئوتوکس» که در قرن ۱۱ میلادی در یونان بنا شد و «کلیسای کاتولیکون» که به آن چسبیده است دارای سقفی گنبدی بر پلان ۸ ضلعی می‌باشد.
از دیگر کلیساهای این سبک، «کلیسای سن مارکو» در ونیز می‌باشد. بنای اصلی آن در قرن ۱۱ میلادی ساخته شد که دارای نقشه‌ای با گنبدهایی در امتداد صلیبی با بازوهای برابر (صلیب یونانی) می‌باشد. پوسته داخلی گنبدها با شکل‌های بر آمده، چوبی و کلاه خودی مانند، پوشیده شده و سطوح بیرونی شان با ورق‌های مس طلاکاری شده‌است. مجموعه موزاییک‌های روایتی آن بیزانسی است.
در دورهٔ بیزانس پسین دو نوع پلان ۱- صلیب باز و ۲- صلیب بسته بیشتر دیده می‌شود.

## هنرهای مرتبط با معماری
سه عنصر عمده در شکل‌گیری هنر بیزانسی عبارت بود از:
1. ضرورت کاربری اداری.
2. تأثیرات هنر هلنیستی یونان.
3. تأثیرات پادشاهی ساسانی بر امپراتوری بیزانس.

### موزاییک‌کاری
از هنرهای ویژهٔ بیزانس است که ریشه در تمدن سومری دارد. موزائیک‌های زیبای تزئینی با خرده شیشه‌های براق به طرزی ناگهانی وسیله بیان پذیرفته شده‌ای گردید. موزائیک مخصوصاً برای سطوح تخت و نازک باسیلیکا های جدید مناسب بود و به جزء محسوس و با دوام دیوار یا گونه‌ای پرده منقوش معماری تبدیل شد. گاردنر ۳۲۸
بهترین نمونه موزاییک کاری‌ها در دیوارهای داخلی کلیساها با مضامین پادشاهی و مذهبی صورت پذیرفته‌ است. از جمله کلیسای ایاصوفیه، سان ویتاله و سان مارکو که در این کلیسا صحنه‌های آفرینش تصویر شده‌اند.

### نقاشی
نقاشی این دوره در مقایسه با معماری از پیشرفت چندانی برخوردار نبود، و به عبارتی تا حدودی فراموش شده بود (در قرن هشتم و نهم میلادی)، در این زمان عقاید شمایل‌ شکنی فوق‌العاده مورد توجه قرار گرفت. چون در کتاب مقدس نقاشی و ساختن تندیس‌ها در خانهٔ خدا مغایر با آیین مسیحیت بود. به همین علت بسیاری از هنرمندان بیزانس را به سوی غرب ترک گفته و برخی نیز به اجبار حرفهٔ خویش را تغییر دادند. آثار نقاشی در زمینه غیرمذهبی بسیار اندک و توسط افراد گمنام انجام می‌شد.